# Røst
Røst é uma comuna da Noruega, com 11 km² de área e 617 habitantes (censo de 2004).         